# Naturschutzgebiet Raumberg
Das Naturschutzgebiet Raumberg mit einer Größe von 3,2 ha liegt nördlich von Helminghausen im Stadtgebiet von Marsberg im Hochsauerlandkreis. Das Gebiet wurde 2001 mit dem Landschaftsplan Hoppecketal durch den Hochsauerlandkreis als Naturschutzgebiet (NSG) ausgewiesen.

## Gebietsbeschreibung
Beim NSG handelt es sich um einen Rotbuchenwald mit Felsenbereichen.

## Schutzzweck
Das NSG soll das dortige artenreiche Waldgebiet schützen. Wie bei allen Naturschutzgebieten in Deutschland wurde in der Schutzausweisung darauf hingewiesen, dass das Gebiet „wegen der Seltenheit, besonderen Eigenart und Schönheit des Gebietes“ zum Naturschutzgebiet wurde.